# Marcel de Graaff
Marcel de Graaff (* 7. April 1962 in Rotterdam) ist ein niederländischer Politiker (Forum voor Democratie). Von 2014 bis 2019 war er Mitglied des Europäischen Parlaments, dem er seit Februar 2020 wieder angehört.

## Leben
Gemäß seiner Selbstauskunft studierte M. J. R. L. de Graaff von 1981 bis 1988 Theologie an der Radboud-Universität Nijmegen. Seit 1989 arbeitete er als IT-Berater, unter anderem bei der Königlichen Post- und Telefongesellschaft der Niederlande. Er hatte 2010 auch kurzzeitig eine Stelle als Religionslehrer.
Vom 7. Juni 2011 bis 1. Juli 2014 war de Graaff Senator im Auftrag der Partij voor de Vrijheid in der Ersten Kammer der Generalstaaten. Für diese Position wurde er von Parteimitglied Geert Wilders persönlich aufgestellt. Von September 2012 bis Juli 2014 war er Fraktionschef der PVV-Fraktion im Senat. Sein Nachfolger wurde Alexander Kops.
Bei der Europawahl in den Niederlanden 2014 gelang Marcel de Graaff der Einzug als Abgeordneter in das Europäische Parlament. Als Spitzenkandidat der PVV übernahm van de Graaff auch die Führung der aus fünf Mitgliedern bestehenden PVV-Fraktion im EU-Parlament. In der 2015 neugegründeten und vom Front National dominierten Fraktion Europa der Nationen und der Freiheit (ENF) übernahm van de Graaff den Ko-Vorsitz gemeinsam mit Marine Le Pen. Weiterhin war er Mitglied im Ausschuss für auswärtige Angelegenheiten, in der Delegation für die Beziehungen zu Israel und in der Delegation in der Parlamentarischen Versammlung der Union für den Mittelmeerraum. Nach der Europawahl 2019 konnte er sein Mandat nicht direkt antreten, sondern musste bis zum Ausscheiden der britischen Abgeordneten im Februar 2020 durch den Brexit warten. Seit Januar 2022 ist er Mitglied der Partei Forum voor Democratie. Im Oktober 2022 verließ er die Fraktion Identität und Demokratie.